# Abaiara
Abaiara es un municipio brasileño del estado del Ceará. Su población estimada en 2004 era de 8.639 habitantes.

## Toponimia
El topónimo Abaiara viene del idioma tupí y significa hombre ilustre u hombre rey.
Su denominación original era São Pedro, después D. Pedro II y desde 1943 Abaiara.

## Historia
Las tierras localizada en el pie de la Chapada del Araripe, eran habitadas por los indios Kariri, Gauariú.
Los integrantes de las misiones conquistadoras militares y religiosas, mantuvieron los primeros contactos con los nativos estudiando toda la región de los Cariai y catequizaron los indígenas agrupándolos en aldeas o misiones.
De los resultados de estos contactos y descubrimientos se corrió la noticia que en la región había oro en abundancia y enseguida se desencadenó una verdadera corrida desde todas las regiones brasileñas, donde familias oriundas de Portugal, soñando con las riquezas de tierras inexploradas y bajo la esperanza de encontrar el mineral, lograrían aumentar su patrimonio material y su prestigio entre los cortesanos portugueses.
La búsqueda del metal precioso, en las orillas del Río Salgado, conllevó a la región del Sertão del Cariri, su colonización y la venta de parcelas que permitió el surgimiento de poblados y villas.
Abaira como núcleo urbano, surgió en este contexto alrededor de una hacienda de ganado.

### Clima
Su clima es tropical cálido, semiárido con un promedio de lluvias anuales de 669 mm

### Hidrografía y recursos hídricos
Los principales cursos de agua son: Arroyo Rompe Gibão, Arroyos Sabonete, Son Pedro, Jitirama.

### Relieve y suelos
Las principales elevaciones son: Sierras de Son Felipe, Sierra de la Mãozinha, Sierra del Araripe.

### Vegetación
Flora caducifolia espinosa (caatinga de árboles) en la mayor parte del territorio y vegetación semicaduca tropical (bosque seca) en las áreas de mayor altitud que comprenden la parte suroeste del territorio municipal.
Y este municipio aún forma parte del Área de Protección Ambiental de la Chapada del Araripe.

### Subdivisión
El municipio comprende los distritos de: Abaiara (sede) y Son José.

## Economía
La base de la economía en este municipio es la agricultura (algodón, caña de azúcar, maíz y frijoles) y la agropecuaria (bovinos, porcinos y avícola).
Posee aún dos industrias, una de productos minerales no metálicos y otra de productos alimenticios.

## Cultura
El principal evento cultural es la fiesta del patrono: Sagrado corazón de Jesús.

## Política
La administración municipal se localiza en la sede de Abaiara.